# Église Doxa Deo
L'église Doxa Deo (anglais : Doxa Deo Church) est une megachurch chrétienne évangélique pentecôtiste multisite basée à Pretoria, Afrique du Sud. Elle est affiliée à l'Apostolic Faith Mission of South Africa. Son pasteur principal est Alan Platt, depuis 1996.  L’église aurait une assistance de 30 000 personnes dans différentes villes.

## Histoire
L'église est fondée en 1996 par le pasteur Alan Platt,.
En 2015, elle avait ouvert 16 campus dans différentes villes.
En 2025, l'église compterait une assistance hebdomadaire de 30 000 personnes.

## People Upliftment Program
POPUP (People Upliftment Program) est une organisation affilée qui vient en aide aux personnes sans-emploi en donnant des cours d'anglais et de mathématiques, par exemple, afin qu'ils arrivent à se trouver un emploi,.